# Richard Berry (attore)
Richard Berry (Parigi, 31 luglio 1950) è un attore, regista e sceneggiatore francese.

## Biografia
È apparso in quasi 100 film dal 1972. Ha recitato ne Il suonatore di violino, che è stato presentato in concorso al Festival di Cannes del 1994.

## Filmografia parziale

### Attore
- Due volte donna (Mon premier amour), regia di Élie Chouraqui (1978)
- Il grande perdono (Le Grand pardon), regia di Alexandre Arcady (1982)
- La spiata (La Balance), regia di Bob Swaim (1982)
- Una camera in città (Une chambre en ville), regia di Jacques Demy (1982)
- La Garce, regia di Christine Pascal (1984)
- Appuntamento con la morte (Lune de miel), regia di Patrick Jamain (1985)
- Un uomo, una donna oggi (Un homme et une femme : 20 ans dejà), regia di Claude Lelouch (1986)
- Cayenne Palace, regia di Alain Maline (1987)
- Seobe, regia di Aleksandar Petrović (1989)
- Modì, regia di Franco Brogi Taviani (1989)
- L'entraînement du champion avant la course, regia di Bernard Favre (1991)
- Ombre del passato (Shadows of the Past), regia di Gabriel Pelletier (1991) - Film TV
- Il giorno del perdono - Day of Atonement (Le Grand Pardon II), regia di Alexandre Arcady (1992)
- Quella strada chiamata paradiso (588 rue paradis), regia di Henri Verneuil (1992)
- Le Petit prince a dit, regia di Christine Pascal (1992)
- Il suonatore di violino (Le joueur de violon), regia di Charles Van Damme (1994)
- L'esca (L'Appât), regia di Bertrand Tavernier (1995)
- Di giorno e di notte (Pedale douce), regia di Gabriel Aghion (1996)
- Quasimodo d'El Paris, regia di Patrick Timsit (1999)
- Les gens qui s'aiment, regia di Jean-Charles Tacchella (1999)
- 15 agosto (15 août), regia di Patrick Alessandrin (2001)
- Ah! Se fossi ricco (Ah! Si j'étais riche), regia di Gérard Bitton e Michel Munz (2002)
- Sta' zitto... non rompere (Tais-toi!), regia di Francis Veber (2003)
- La boîte noire, regia di Richard Berry (2005)
- Il rompiballe (L'Emmerdeur), regia di Francis Veber (2008)
- L'immortale (L'Immortel), regia di Richard Berry (2010)
- Avant l'hiver, regia di Philippe Claudel (2013)
- Numéro une, regia di Tonie Marshall (2017)
- I gusti sono gusti (Les goûts et les couleurs), regia di Myriam Aziza (2018)

### Regista
- Moi César, 10 ans ½, 1m39 (2003)
- L'immortale (2010)

## Doppiatori italiani
- Massimo Corvo in Ah! Se fossi ricco
- Francesco Pannofino in Sta' zitto... non rompere
- Franco Zucca in L'immortale
- Franco Mannella in Eva